# Ignaz Kuffner
Ignaz Kuffner (od roku 1878 Ignaz von Kuffner, 22. dubna 1822 Břeclav – 23. března 1882 Ottakring u Vídně) byl moravsko-německý podnikatel, politik a později šlechtic židovského původu z podnikatelského rodu Kuffnerů. Působil ve vídeňské čtvrti Ottakring, kde vlastnil pivovar a posléze zde vykonával úřad starosty. Spoluvlastnil také břeclavský cukrovar, posléze jeden z největších závodů svého druhu v Rakousku-Uhersku.

## Život

### Mládí a podnikání
Narodil se v břeclavském židovském ghettu v podnikatelské rodině. Jeho zde usazení předkové (včetně významných členů rodu Karla a Davida Kuffnerových) byli ekonomicky velmi úspěšní a patřili k uznávané vyšší vrstvě tohoto místa. Ignaz odešel v roce 1848 nebo 1850 se svým bratrancem Jakobem do Vídně. Zde se se usadili v Ottakringu, v té době největší dělnické čtvrti na vídeňském předměstí, a v roce 1850 zde zakoupili malý pivovar Ottakring, který o 13 let dříve založila rodina Planků a který vyráběl také likéry a lisované kvasnice. Zvyšováním technické úrovně, znásobením výrobního výkonu a zavedením příkladných pracovně-sociálních předpisů z něj ve velmi krátké době udělali vzorovou a úspěšnou společnost.
S bratrem Jakobem a bratrancem Hermannem Kuffnerovými společně v roce 1861 založili v Břeclavi, při břehu Dyje, cukrovar. Vybudován byl na místě někdejších skladů a seníků, nedaleko centra města. V následujících letech se podnik pod vedením Hermanna úspěšně rozvíjel, mj. i díky výrobě kvalitního bílého cukru, a stal se jedním z největších svého druhu v monarchii.

### Starostou

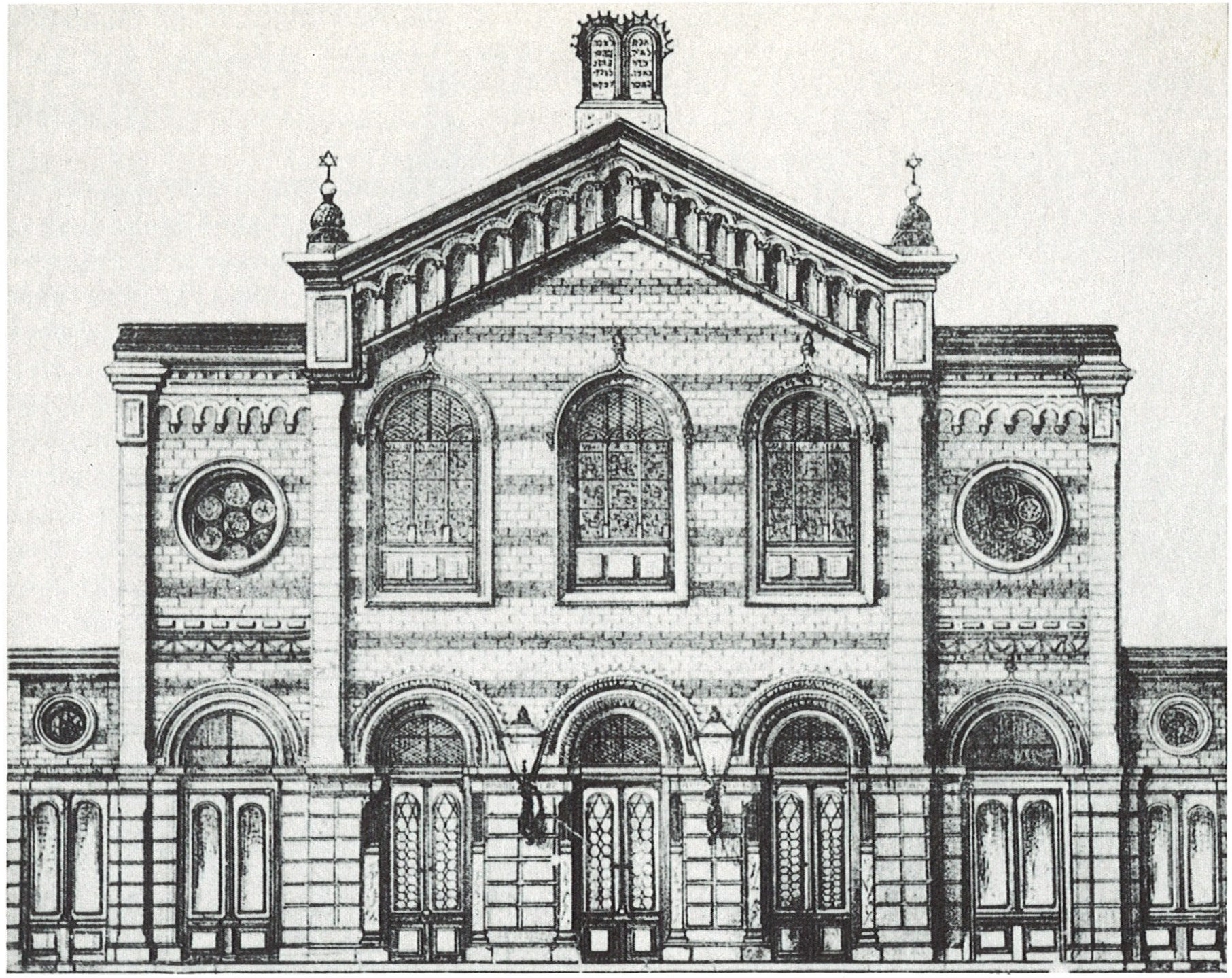
Synagoga v Ottakringu, kolem roku 1885

Ignaz Kuffner se politicky angažoval od roku 1865 v obecním výboru , v letech 1869 až 1882 byl pak zvolen starostou Ottakringu. Během rakousko-pruské války v roce 1866 nechal na vlastní náklady postavit malou nemocnici pro ošetřování těžce raněných. Překlenul finanční propady v obecní kase bezúročnými půjčkami. Během svého působení ve funkci starosty založil Kuffnerovu školskou nadaci (Kuffnersche Schulstiftung) s cílem zlepšit obecnou školní infrastrukturu.  Svým jměním podpořil i židovskou komunitu a daroval jí pozemek pro stavbu synagog v Ottakringu, Neulerchenfeldu a Hernalsu.  Nemajetní obyvatelé Ottakringu pak na jeho náklady dostávali dřevo na topení či byly pořizovány knihy pro studentské knihovny.

### Úmrtí
Ignaz Kuffner zemřel 23. března 1882 v Ottakringu u Vídně ve věku 59 let. Pohřben byl v majestátní rodinné hrobce na židovském hřbitově v Břeclavi. Hrobka je evidována jako kulturní památka.

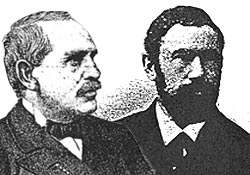
Ignaz von Kuffner se svým synem Morizem, kolem roku 1878

### Rodina
Poprvé se oženil se svou sestřenicí Fanny Kuffnerovou (4. března 1830 Břeclav – 21. července 1851 Vídeň), dcerou Simona a Josefiny Kuffnerových. Po její smrti uzavřel druhý sňatek s Rosalií Spitzer (kolem roku 1826 Stampfen, Pruska, tehdejší Uhry – 21. prosince 1899 Vídeň). V roce 1854 se jim narodil syn Moriz von Kuffner, který dovedl rodinnou firmu k ještě většímu rozkvětu.

## Ocenění

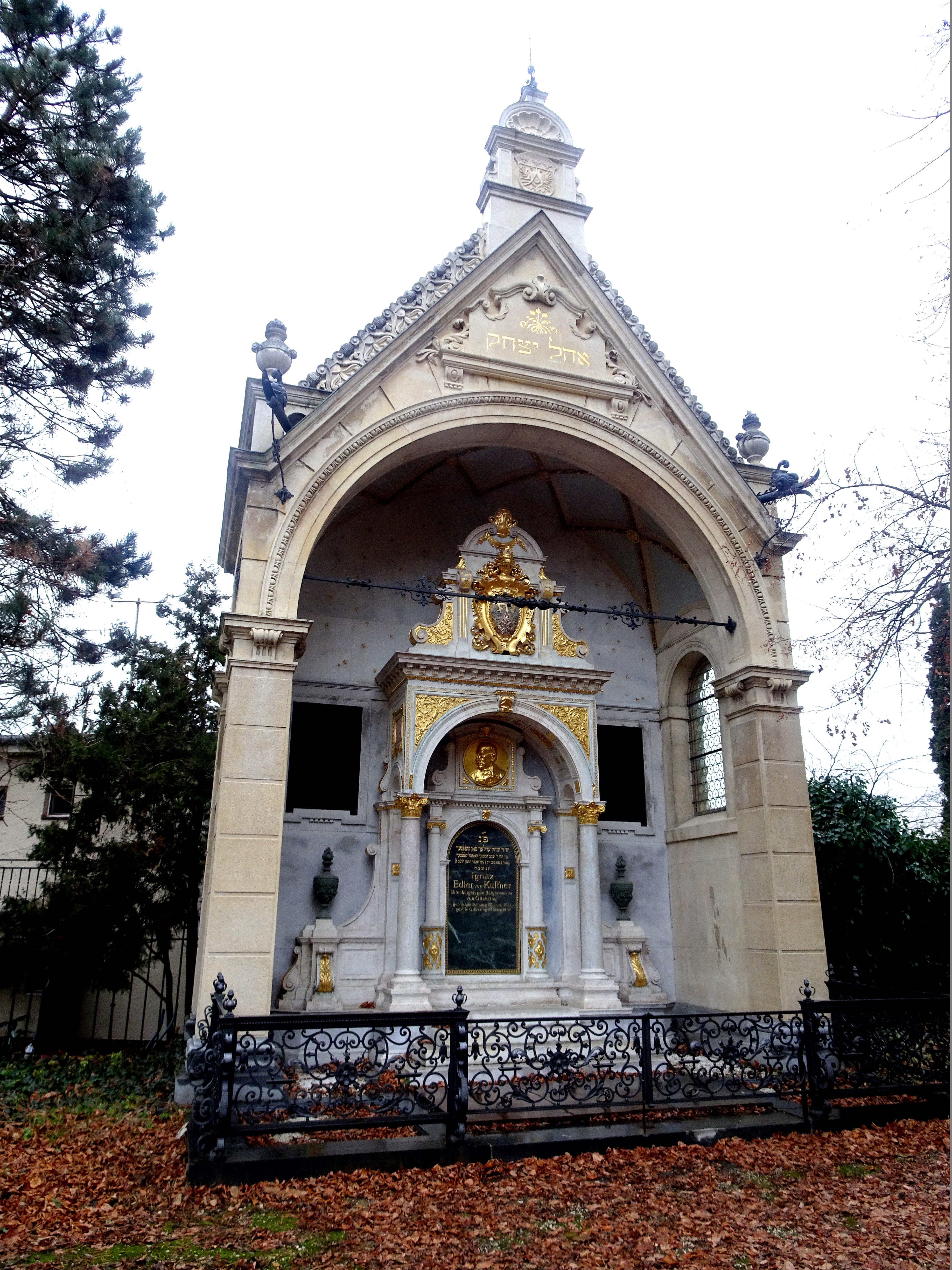
Hrobka rodiny Kuffnerovy na židovském hřbitově v Břeclav

Úspěchy Ignaze Kuffnera našly veřejné uznání jeho jmenováním starostou Ottakringu (později čestným občanem) a udělením Rytířského kříže Řádu Františka Josefa císařem Františkem Josefem I. V roce 1878 byl povýšen do dědičného šlechtického stavu s přídomkem „Edler von Kuffner“. 
Před rokem 1870 po něm byla na tehdejším samostatném vídeňském předměstí Ottakring (od roku 1892 přičleněno k Vídni jakožto 16. okrsek) pojmenována ulice Kuffnergasse, vedoucí vedle areálu jeho pivovaru (název byl později místními považován za poctu jeho synovi Morizi von Kuffnerovi) byl po jeho dceři Katharině byla v Ottakringu pojmenována v letech 1886 až 1944 ulice Katharinenruhe a. Roku 2002 bylo původní jméno ulice obnoveno.